# (4159) Freeman
(4159) Freeman es un asteroide perteneciente al cinturón de asteroides, descubierto el 5 de abril de 1989 por Eleanor F. Helin desde el Observatorio del Monte Palomar, Estados Unidos.

## Designación y nombre
Designado provisionalmente como 1989 GK. Fue nombrado Freeman en honor a "Anna Freeman", secretaria general del Laboratorio de Sismología del Instituto de Tecnología de California y amiga de la descubridora.